# 基莫洛斯島
基莫洛斯島（希臘語：Κίμωλος）是位於希臘的島嶼，屬於愛琴海，行政上隶属南愛琴大區米洛斯专区基莫洛斯市镇。島嶼屬於基克拉澤斯的一部分並且鄰近在群島西南端的米洛斯島，岛屿面積为37.4平方公里，最高點海拔高度364米。島嶼被視為沒有旅遊景點的農村島嶼，這使得渡輪運輸並不發達。2021年人口普查時約有810人。

## 图集

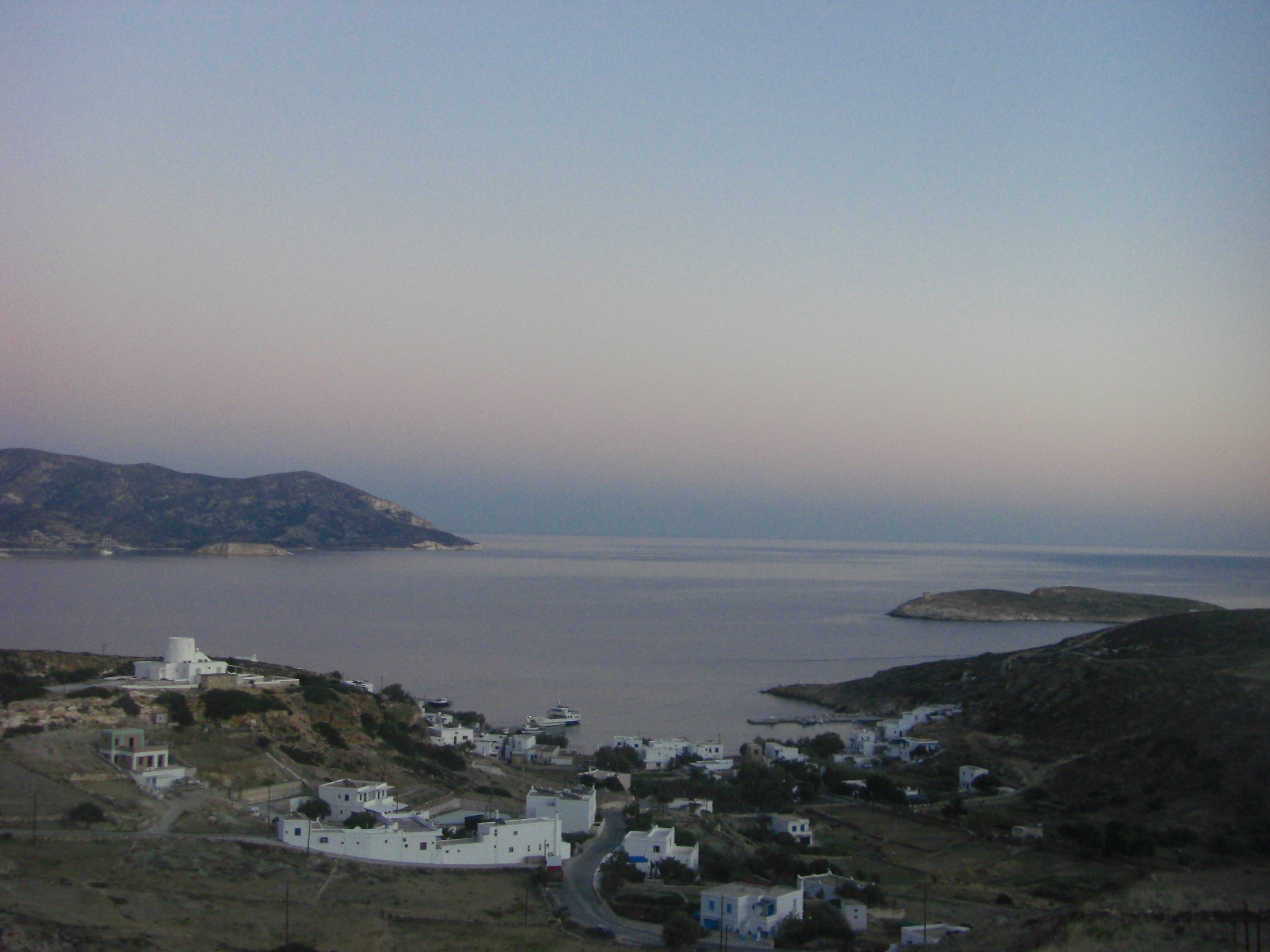
基莫洛斯岛
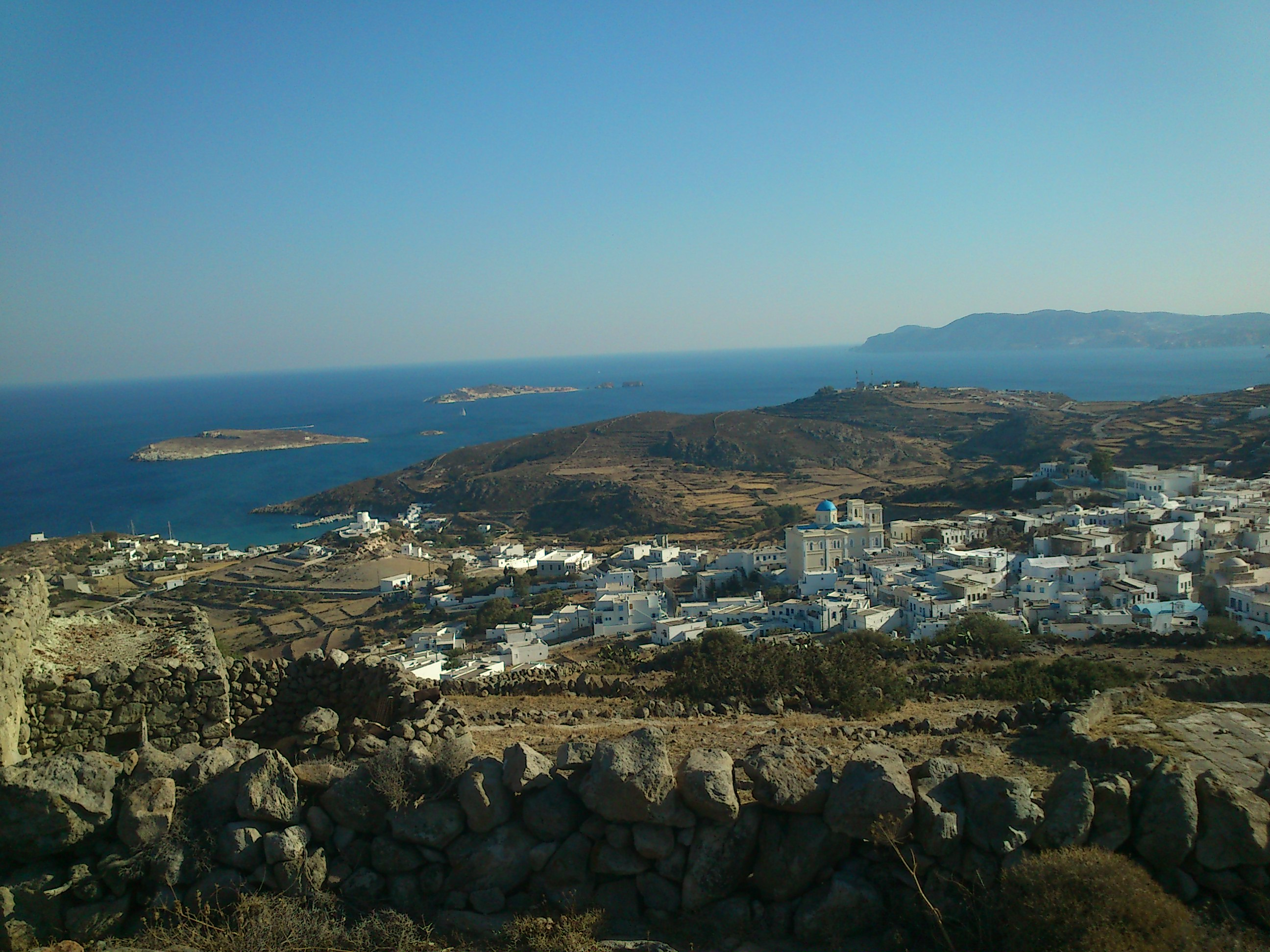
基莫洛斯港
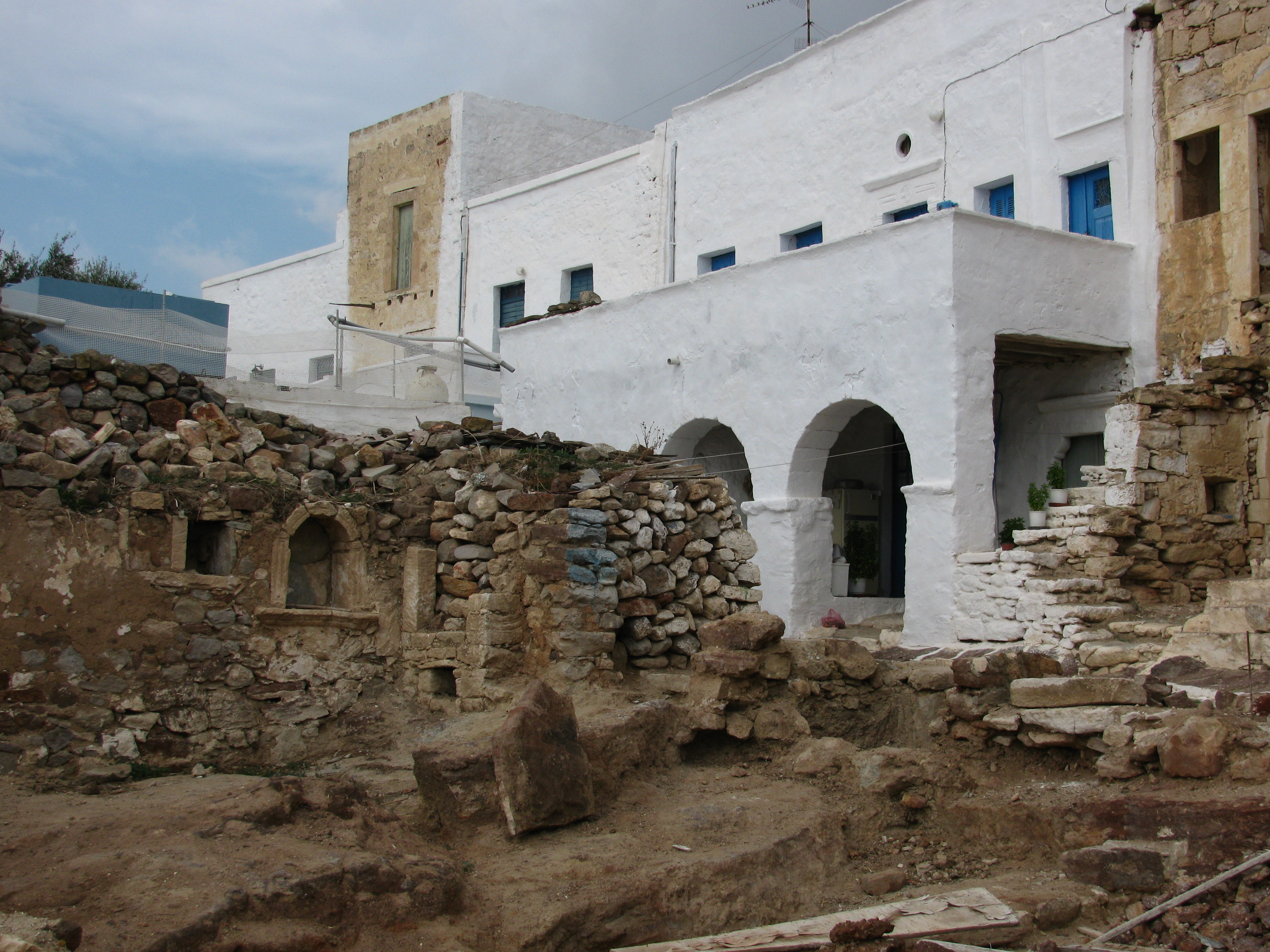
中世纪城堡内部
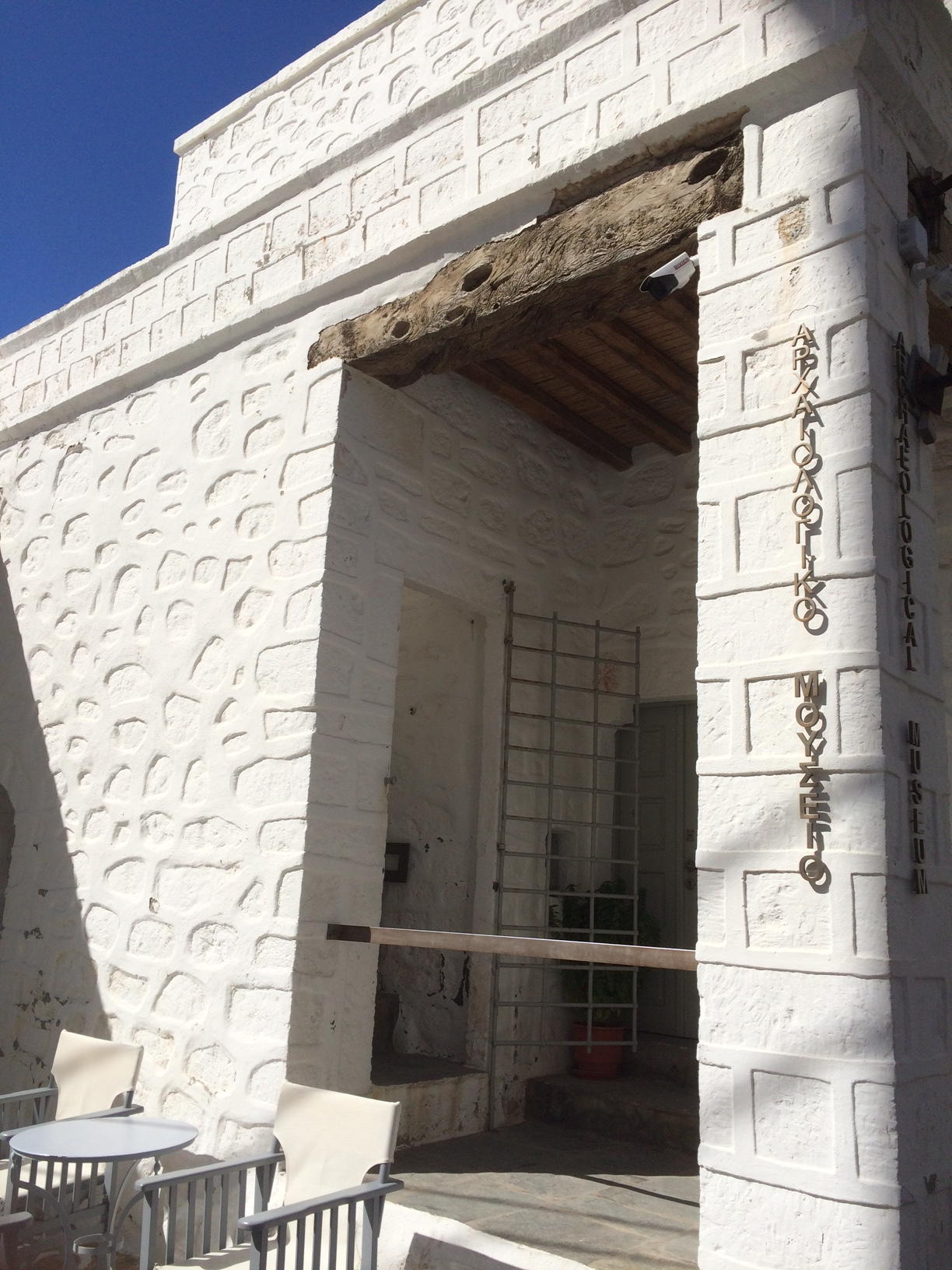
考古博物馆
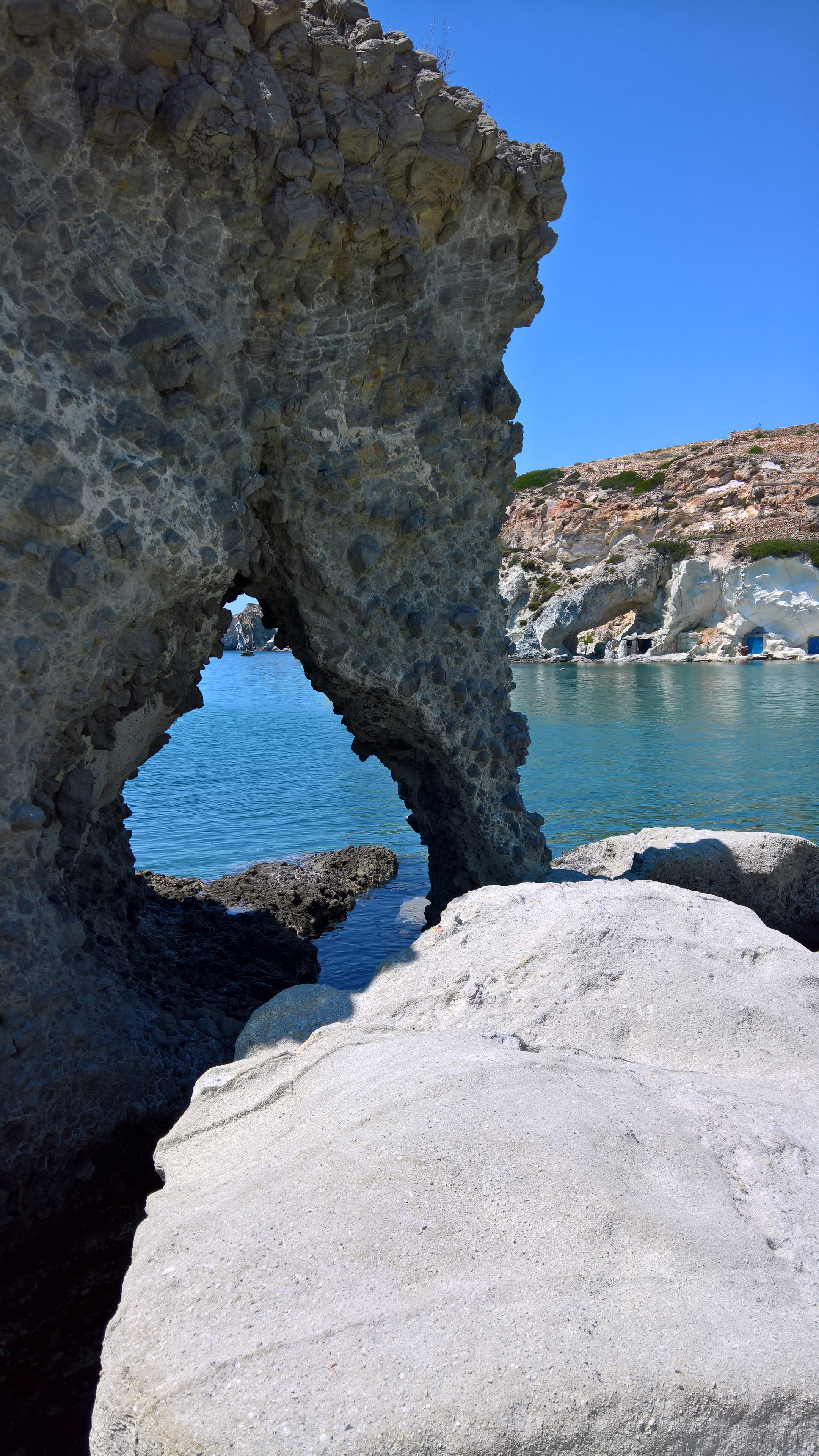

## 外部連結
- A View of Kimolos from Milos （页面存档备份，存于）